# Bộ Bảo vệ môi trường (Trung Quốc)
Bộ Bảo vệ Môi trường Cộng hòa Nhân dân Trung Hoa (MEP), trước đây là Cục Quản lý Môi trường của Chính phủ (SEPA), là một Bộ của Chính phủ Trung Quốc. Bộ Môi trường thay thế Cục Quản lý Môi trường trong cuộc họp của Quốc hội Trung Quốc vào tháng 3 năm 2008 tại Bắc Kinh.
Bộ Bảo vệ Môi trường là cơ quan điều hành, chỉ đạo về môi trường của quốc gia chịu trách nhiệm bảo vệ không khí, nước và đất của Trung Quốc khỏi ô nhiễm. Bộ trực thuộc Quốc vụ viện, cơ quan có thẩm quyền và yêu cầu pháp luật thực hiện chính sách môi trường và thực thi luật và các quy định về môi trường. Ngoài ra, Bộ còn là cơ quan an toàn hạt nhân của Trung Quốc.
Năm 2018, Bộ Bảo vệ Môi trường được giải thể, chuyển thể thành Bộ Hoàn cảnh Sinh thái.

## Lịch sử
Năm 1972, các đại diện Trung Quốc đã tham dự Hội nghị Liên Hợp Quốc về Môi trường con người lần thứ nhất được tổ chức tại Thụy Điển. Đến năm 1973, thành lập Nhóm lãnh đạo Bảo vệ Môi trường. Năm 1983, chính phủ Trung Quốc tuyên bố rằng bảo vệ môi trường sẽ trở thành một chính sách của nhà nước. Vào năm 1998, Trung Quốc đã trải qua một năm trầm trọng của lũ lụt, và chính phủ Trung Quốc đã quyết định nâng cấp Tập đoàn hàng đầu lên một cơ quan cấp bộ, sau đó trở thành Cục Quản lý Môi trường của Chính phủ.

## Tổ chức
Bộ Bảo vệ Môi trường có 12 văn phòng và phòng ban, tất cả đều ở cấp độ si (司) trong hệ thống xếp hạng của chính phủ. Họ thực hiện các nhiệm vụ quy định trong các lĩnh vực khác nhau và đảm bảo rằng cơ quan đang hoạt động phù hợp:

### Cấu trúc của Bộ
| Phòng ban                              | Tiếng Trung          |
| -------------------------------------- | -------------------- |
| Tổng cục hành chính                    | (办公厅)             |
| Phòng Nhân sự và Thể chế               | (行政体制与人事司)   |
| Sở Kế hoạch và Tài chính               | (规划与财务司)       |
| Vụ Chính sách, Pháp luật và Quy chế    | (政策法规司)         |
| Sở Khoa học Công nghệ và Tiêu chuẩn    | (科技标准司)         |
| Phòng kiểm soát ô nhiễm                | (污染控制司)         |
| Văn phòng bảo vệ hệ sinh thái tự nhiên | (自然生态保护司)     |
| Cục Đánh giá tác động Môi trường       | (环境影响评价管理司) |
| Văn phòng hợp tác quốc tế              | (国际合作司)         |
| Cục an toàn hạt nhân                   | (核安全管理司)       |
| Văn phòng Kiểm tra Môi trường          | (环境监察局)         |
| Văn phòng Đại diện và Cơ quan          | (机关党委)           |

### Các khu vực trung tâm
Trong năm 2006, SEPA đã mở 5 trung tâm khu vực để trợ giúp việc kiểm tra và thực thi tại địa phương. Ngày nay, năm trung tâm này là các chi nhánh trực tiếp của MEP:
| Khu vực             | Trụ sở chính | Thực thi khu vực                                                            |
| ------------------- | ------------ | --------------------------------------------------------------------------- |
| Trung tâm miền Đông | Nam Kinh     | Thượng Hải, Giang Tô, Chiết Giang, An Huy, Phúc Kiến, Giang Tây và Sơn Đông |
| Trung tâm phía Nam  | Quảng Châu   | Hồ Nam, Hồ Bắc, Quảng Đông, Quảng Tây và Hải Nam.                           |
| Trung tâm Tây Bắc   | Tây An       | Thiểm Tây, Cam Túc, Thanh Hải, Tân Cương và Ninh Hạ.                        |
| Trung tâm Tây Nam   | Thành Đô     | Trùng Khánh, Tứ Xuyên, Quý Châu, Vân Nam, và Tây Tạng                       |
| Trung tâm Đông Bắc  | Thẩm Dương   | Liêu Ninh, Tế Ninh và Hắc Long Giang                                        |
| Trụ sở của MEP      | Bắc Kinh     | Bắc Kinh, Thiên Tân, Hà Bắc, Hà Nam, Sơn Tây và Nội Mông Cổ.                |

## Lĩnh vực hoạt động
MEP quy định chất lượng nước, chất lượng không khí xung quanh, chất thải rắn, đất, tiếng ồn, phóng xạ. Trong lĩnh vực hoạt động nghiên cứu và phát triển, MEP đã tài trợ cho một loạt các "Phòng thí nghiệm trọng điểm" ở các vùng khác nhau của đất nước, bao gồm: Phòng thí nghiệm Không gian đô thị Phòng chống ô nhiễm và Kiểm soát Môi trường, Phòng thí nghiệm Môi trường và Sức khoẻ, Phòng thí nghiệm sinh thái công nghiệp, Phòng thí nghiệm về Phục hồi Sinh thái và Rừng Đất ngập nước, và Phòng thí nghiệm về An toàn sinh học.
Ngoài ra, MEP cũng quản lý các trung tâm kỹ thuật và nghiên cứu kỹ thuật liên quan đến bảo vệ môi trường, bao gồm: Trung tâm Kiểm soát Ô nhiễm Công nghiệp Kim loại Màu, Trung tâm Than sạch và Phục hồi Sinh thái Mìn, Trung tâm Kiểm soát Ô nhiễm nước thải Công nghiệp, Trung tâm Khói thải công nghiệp Kiểm soát khí đốt, Trung tâm xử lý chất thải nguy hại và Trung tâm xử lý chất thải rắn và Xử lý các mỏ.
Trung Quốc đang có nhiều khiếu nại về môi trường: Trong năm 2005, đã có 51.000 tranh chấp về ô nhiễm môi trường, theo lời Bộ trưởng SEPA Chu Sinh Hiền. Từ năm 2001 đến năm 2005, các nhà chức trách môi trường Trung Quốc đã nhận được hơn 2.53 triệu thư và 430.000 lượt truy cập bởi 597.000 người yêu cầu tìm cách khắc phục.

## Bài kiểm tra hạt nhân của Bắc Triều Tiên
Sau bài kiểm tra hạt nhân của Triều Tiên, Bộ Môi trường đã đưa ra thông cáo báo chí "để trấn an các cư dân rằng không có hạt phóng xạ nào được phát hiện trong các mẫu thu thập mẫu khí" ở khu vực Đông Bắc.

## Danh sách các bộ trưởng
| STT                                                           | Tên            | Bắt đầu nhiệm kỳ  | Kết thúc nhiệm kỳ |
| ------------------------------------------------------------- | -------------- | ----------------- | ----------------- |
| Giám đốc Cơ quan Bảo vệ Môi trường Nhà nước                   |                |                   |                   |
| 1                                                             | Khúc Cách Bình | 1987              | Tháng 6 năm 1993  |
| 2                                                             | Giải Chấn Hoa  | Tháng 6 năm 1993  | Tháng 3 năm 1998  |
| Giám đốc Cục Quản lý Môi trường Nhà nước                      |                |                   |                   |
| (2)                                                           | Giải Chấn Hoa  | Tháng 3 năm 1998  | Tháng 12 năm 2005 |
| 3                                                             | Chu Sinh Hiền  | Tháng 12 năm 2005 | Tháng 3 năm 2008  |
| Bộ trưởng Bộ Môi trường                                       |                |                   |                   |
| (3)                                                           | Chu Sinh Hiền  | Tháng 3 năm 2008  | Tháng 2 năm 2015  |
| 4                                                             | Trần Cát Ninh  | Tháng 2 năm 2015  | Tháng 5 năm 2017  |
| 5                                                             | Lý Cán Kiệt    | Tháng 5 năm 2017  | Tháng 4/2020      |
| Bộ giải thể năm 2018, chuyển thể sang Bộ Hoàn cảnh Sinh thái. |                |                   |                   |

Giám đốc Cơ quan Bảo vệ Môi trường Trung Quốc Giải Chấn Hoa đã phải từ chức hồi tháng 12 năm 2005 giữa vụ bê bối ô nhiễm công nghiệp bởi Công ty Cổ phần trách nhiệm hữu hạn Dầu khí Trung Quốc, một công ty dầu quốc gia của Trung Quốc, trên sông Tùng Hoa thuộc tỉnh Hắc Long Giang; các quan chức bảo vệ môi trường địa phương bị cáo buộc là bảo hộ, trong khi các quan chức cấp cao của SEPA bị đổ lỗi cho việc đánh giá thấp và bỏ qua vấn đề này.